# Torneio Internacional de Brasília de 2014
O Torneio Internacional de Futebol Feminino de 2014, mais conhecido como Torneio Internacional de Brasília, foi a sexta edição da competição de seleções nacionais de futebol feminino, sendo organizado pela Confederação Brasileira de Futebol e Federação Brasiliense de Futebol.
Contou com as seleções do Brasil, China, Estados Unidos e Argentina e foi disputado entre 10 e 21 de dezembro. Pela segunda vez desde a primeira disputa em 2009, o torneio foi disputado fora da cidade de São Paulo. A disputa ocorreu em Brasília.
Brasil e Estados Unidos fizeram a final da competição que terminou empatada em 0 a 0. Por ter tido melhor campanha ao longo de toda a competição, as meninas brasileiras levantaram o troféu pela quinta vez na competição.

## Regulamento
Na primeira fase, as equipes jogam entre si, dentro do grupo em turno único, classificando-se para a próxima fase as duas equipes com o maior número de pontos ganhos no respectivo grupo.
Na fase final, a primeira e a segunda colocada jogam uma partida única, sagrando-se campeã a equipe com o maior número de pontos ganhos, considerando-se os resultados obtidos exclusivamente nesta fase.
A terceira e a quarta colocadas do grupo jogam em partida única, sagrando-se terceira colocada do torneio a equipe com o maior número de pontos ganhos, considerando-se os resultados obtidos exclusivamente nesta fase.

### Critérios de desempate
Em caso de igualdade em pontos ganhos entre duas equipes, poderiam ser aplicados sucessivamente os seguintes critérios técnicos de desempate:
1. Maior número de vitórias;
2. Maior saldo de gols;
3. Maior número de gols marcados;
4. Menor número de cartões vermelhos;
5. Menor número de cartões amarelos;
6. Sorteio público.

## Equipes participantes
| Equipe         | Confederação | Títulos                    |
| -------------- | ------------ | -------------------------- |
| Argentina      | CONMEBOL     | —                          |
| Brasil         | CONMEBOL     | 4 (2009, 2011, 2012, 2013) |
| China          | AFC          | —                          |
| Estados Unidos | CONCACAF     | —                          |

## Primeira fase
| Pos. | Time           | Pts | J | V | E | D | GP | GC | SG  |
| ---- | -------------- | --- | - | - | - | - | -- | -- | --- |
| 1    | Brasil         | 9   | 3 | 3 | 0 | 0 | 11 | 3  | +8  |
| 2    | Estados Unidos | 4   | 3 | 1 | 1 | 1 | 10 | 4  | +6  |
| 3    | China          | 4   | 3 | 1 | 1 | 1 | 8  | 5  | +3  |
| 4    | Argentina      | 0   | 3 | 0 | 0 | 3 | 0  | 17 | –17 |

| 10 de dezembro | Estados Unidos | 1 – 1 | China        | Estádio Mané Garrincha, Brasília |
| 19:20          | Lloyd 22'      | Fonte | Han Peng 66' | Público: 1 601                   |

| EUA | China |

| 10 de dezembro | Brasil                                      | 4 – 0 | Argentina | Estádio Mané Garrincha, Brasília |
| 21:50          | Debinha 14' · Formiga 41', 82' · Raquel 78' | Fonte |           | Público: 1 603                   |

| Brasil | Argentina |

| 14 de dezembro | Argentina | 0 – 6 | China                                                                     | Estádio Mané Garrincha, Brasília |
| 16:00          |           | Fonte | Wang Shuang 48' · Tang Jiali 51' · Gu Yasha 64' · Zhang Rui 85', 87', 89' | Público: 2 710                   |

| Argentina | China |

| 14 de dezembro | Brasil              | 3 – 2 | Estados Unidos        | Estádio Mané Garrincha, Brasília |
| 18:45          | Marta 18', 54', 64' | Fonte | Lloyd 5' · Rapinoe 9' | Público: 2 711                   |

| Brasil | EUA |

| 18 de dezembro[a] | Estados Unidos                                | 7 – 0 | Argentina | Estádio Mané Garrincha, Brasília |
| 19:20             | Press 6', 22', 40', 77' · Lloyd 30', 43', 46' | Fonte |           | Público: 1 717                   |

| EUA | Argentina |

| 18 de dezembro[a] | Brasil                                                                 | 4 – 1 | China           | Estádio Mané Garrincha, Brasília |
| 21:50             | Darlene 13' · Andressinha 25' · Debinha 60' · Andressa Alves 64' (pen) | Fonte | Ren Guxin 90+3' | Público: 1 718                   |

| Brasil | China |

## Fase final

### Disputa do terceiro lugar
| 21 de dezembro | China | 0 – 0 | Argentina | Estádio Mané Garrincha, Brasília |
| 16:00          |       | Fonte |           |                                  |

| China | Argentina |

### Final
| 21 de dezembro | Brasil | 0 – 0 | Estados Unidos | Estádio Mané Garrincha, Brasília |
| 18:45          |        | Fonte |                |                                  |

| Brasil | EUA |

## Artilharia
| 5 gols (1) - Carli Lloyd 4 gols (1) - Christen Press 3 gols (2) - Marta - Zhang Rui | 2 gols (2) - Debinha - Formiga 1 gol (12) - Andressa Alves - Andressinha - Darlene - Raquel | 1 gol (continuação) - Gu Yasha - Han Peng - Ren Guxin - Tang Jiali - Wang Shuang - Megan Rapinoe |

## Premiação
| Torneio Internacional Futebol Feminino de 2014 |
| Brasil                                         |
| ---------------------------------------------- |
| BRASIL Campeão (5º título)                     |